# Сент-Иасент
Сент-Иасент (фр. Saint-Hyacinthe) — город в Квебеке, в административной области Монтережи. Город делит пополам река Ямаска, которая протекает перпендикулярно шоссе номер 20.
Город имеет прозвище «Канадский агро-технополь» потому что там расположен Исследовательский центр питания, Институт пищевых технологий и штаб-квартира Центра по искусственному осеменению Квебека[стиль]. Сент-Иасент также располагает единственным факультетом ветеринарной медицины в Квебеке (и единственным франкоязычным в Северной Америке).
По данным переписи населения 2006 года, 96,4 % населения говорили на французском языке в качестве родного.

## История
Франсуа-Пьер-де-Риго Водрёй, уроженец Мортань-О-Перш во Франции, получил огромное поместье в 1748 году от короля Франции Людовика XV. Это было связано с его службой в сообществе Новой Франции. Это был последнее пожалование Франции в Канаде. Людовик XV ратифицировал выдачу патента не позднее 30 апреля 1749 года.
Это была огромная территория, которую пересекали река и лес, но она никогда не была использована Франсуа-Пьер-де-Риго Водрёем. Территория оставалась девственной до 25 октября 1753 года, когда была продана Жак-Иасент-Симону Делорму, поставщику платформ для артиллерии. Земли была продана за сумму в 4000 франков, или около $ 800 в то время. Жак-Иасент-Симон Делорм изменил название территории, на Сент-Иасент.
Жак-Иасенту был 31 год, когда он завладел территорией весной 1757 года в сопровождении своей жены Мари-Жозфе Жутра и шести поселенцев. Первые французские поселенцы поселились на берегу рек Маскутен и Ямаска, чтобы облегчить очистку земли, древесина шла на строительство французских военных кораблей и сельского хозяйства.
Несколько лет спустя, Жак-Иасент нашёл другое место у подножия горы, которую он назвал несколько позже «Водопад». Рынки, магазины, мельница, место поклонения, все основные здания находились в этом новом центре. Усадьба тоже была построена на холме недалеко от реки.
В 1849 году Санкт-Иасент был признан в качестве сельского муниципалитета. Год спустя, он получил самоуправление и, наконец, в 1857 году стал официально городом.

## Туризм и достопримечательности
Сент-Иасент относится к красивейшим городам Квебека с самобытной архитектурой, большим количеством туристских аттракционов и достопримечательностей. Сад Даниэля Сегена включает 16 тематических садов. Ещё одной достопримечательностью является Центр реабилитации раненых птиц. В городе расположены Центр искусств Жюльетты Ласонд и известный на весь Квебек центр искусств «Экспрессьон». В конце июля-начале августа в городе проходит ежегодная выставка Expo de Saint-Hyacinthe.
Кроме неё, в городе имеется множество церквей, проходят различные фестивали и развлекательные мероприятия.